# Paso de Pamban
El paso de Pamban es un canal de navegación natural que permite sortear el puente de Adam, pasando entre la isla de Pamban y el continente, en el estado de Tamil Nadu. El paso es utilizado por las embarcaciones que siguen rutas de cabotaje entre los puertos de la costa oeste de India y aquellos situados sobre la bahía de Bengala.

## Descripción
Entre el continente y la isla de Pambam se extiende una barrera de rocas y arrecifes que impiden la navegación. Sobre esta barrera se construyó en 1914 el puente de Pamban, utilizando tramos fijos en toda su extensión con excepción del cruce del paso de Pamban donde se dispuso de un tramo con dos secciones levadizas para permitir el paso de las embarcaciones.
La operación del puente se realiza en conjunto entre Indian Railways y la autoridad portuaria de Pamban. Las embarcaciones deben solicitar autorización con 30 minutos de anticipación para coordinar el tráfico ferroviario. En situaciones de emergencia el puente se puede levantar de inmediato.
Las embarcaciones de carga deben cruzar el paso de Pamban con un práctico del puerto homónimo.
Desde el siglo XIX hay proyectos para ampliar el paso de Pamban, ensanchando y aumentando la profundidad para permitir el paso embarcaciones más grandes. Los barcos que no pueden cruzar por el paso de Pamban deben rodear Sri Lanka.